# Tetramorium sepositum
Tetramorium sepositum är en myrart som beskrevs av Santschi 1918. Tetramorium sepositum ingår i släktet Tetramorium och familjen myror. Inga underarter finns listade i Catalogue of Life.